# Lovitura de stat Ruta661

## Lovitura de stat Ruta661
Descriere
Pe data de 20 August 2025 a fost orchestrada de catre Vantur Viorel si Felix Norocel o lovitura de stat, acestia preluand puterea si conducerea IPJ-ului. Acestia planuind aceasta actiune cu mai multe zile inainte, prin intrarea lor in DNPI si fiind sustinuti de catre mtd si serban care nu le-au vazut intentiile malefice si ascunse.

### Functiile pe care le-a schimbat pentru a-si asigura suportul conducerii
1. Prim-Adjunctul Inspectorului Sef - Felix Norocel - Cel care l-a ajutat la lovitura de stat.
2. Adjunctul Inspectorului Sef - Andrei Nicalau - Acesta i-a sustinut pe cei doi in aceasta lovitura contribuind foarte mult la aceasta.
3. Sefii Serviciilor (Rutiera, Ordine Publica, SIC, SAS) - Acesta a numit in aceste functii oameni impartiali care cumva ii suporta si pe ei dar nu sunt impotriva lor.

### Ura adunata impotriva lui Nicko
Ca la orice lovitura de stat, acestia au lucrat si si-au consumat majoritate din timp pentru a strange ura si pentru a intoarce persoane impotriva fostului lider IPJ, Nicko, acestia au folosit tactici de manipulare si si-au folosit puterea ca DNPI pentru a crea o ancheta defaimatoare si distugatoare pentru Nicko.

### Pretentiile lor
Acestia vor ca orice schimbare sa fie discutata cu ei, neintelegand ca ce tine de hotararile Head of Factions nu se discuta, se executa. Acestia vor sa stie de ce li se impune ceva, de ce se hotaraste ceva, vor sa fie motivata orice actiune a HoF si a celor ce au control asupra lor. Ce nu stiu ei e ca nu au nicio autoritate asupra lor si nu le pot lua la intrebari actiunile si dispozitiile pe care Hof le da.